# Hair (Lied)
Hair (dt. Haar) ist ein Lied von der US-amerikanischen Sängerin Lady Gaga. Der Song wurde als erste Promo-Single am 16. Mai 2011 aus Lady Gagas zweiten Studioalbum Born This Way veröffentlicht. Produziert wurde das Lied vom Produzenten RedOne.

## Hintergrund

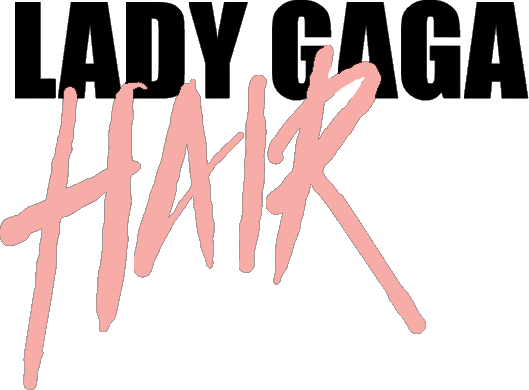
Schriftzug „Hair“ aus dem Singlecover.

Am 9. Mai 2011 wurde das Lied „The Edge of Glory“ als erste Promo-Single aus dem Album Born This Way veröffentlicht. Durch den schnellen Erfolg als Promo-Single wurde das Lied als dritte Singleauskopplung veröffentlicht. Statt „The Edge of Glory“ wurde deshalb „Hair“ am 16. Mai 2011 als erste Promo-Single veröffentlicht.
Der Song handelt von Freiheit und Individualität, die sich durch die gewählte Haarfrisur ausdrückt. 2019 gab Lady Gaga bekannt, dass ihr Friseur Frederic Aspiras sie zu dem Song Hair inspiriert habe, indem er ihr dabei half, sich selbst zu lieben.

## Kommerzieller Erfolg
„Hair“ erreichte die Top 3 der iTunes-Charts, Platz 13 im Vereinigten Königreich, in den Niederlanden Platz 15 und in Irland Platz 14.
| ChartsChartplatzierungen       | Höchstplatzierung | Wochen |
| ------------------------------ | ----------------- | ------ |
| Vereinigtes Königreich (OCC)   | 13 (2 Wo.)        | 2      |
| Vereinigte Staaten (Billboard) | 12 (1 Wo.)        | 1      |